# Aizenay
Aizenay is een gemeente in het Franse departement Vendée (regio Pays de la Loire). De plaats maakt deel uit van het arrondissement La Roche-sur-Yon. Aizenay telde op 1 januari 2022 10.218 inwoners.
Aizenay was een belangrijke regionale marktplaats. Op de champ de Foire werd een maandelijkse veemarkt gehouden. Daarnaast waren er de gemeentelijke markthallen op de place des Halles. Aan het begin van de 20e eeuw werd een grote korenmolen gebouwd, de Grands Moulins.

## Bezienswaardigheden
- De neogotische kerk van Saint-Benoît is 66 meter lang en dateert uit het begin van de 20e eeuw. De kerk werd in 2007 beschermd als historisch monument. Bij restauratiewerken werd in 2007 door archeologen een Merovingische necropool onder de kerk gevonden.[3]
- De kapel van Saint-Joseph is een oratorium uit 1880, opgericht op de plaats van een kerkhof dat in 1868 werd ontruimd.[4]
- Het château de la Naulière, een 18e-eeuws kasteel dat het oude feodale kasteel uit de 15e eeuw verving. Het kasteel bezit een oude duiventoren.

## Geografie
De oppervlakte van Aizenay bedroeg op 1 januari 2022 81,06 vierkante kilometer; de bevolkingsdichtheid was toen 126,1 inwoners per km².
De onderstaande kaart toont de ligging van Aizenay met de belangrijkste infrastructuur en aangrenzende gemeenten.

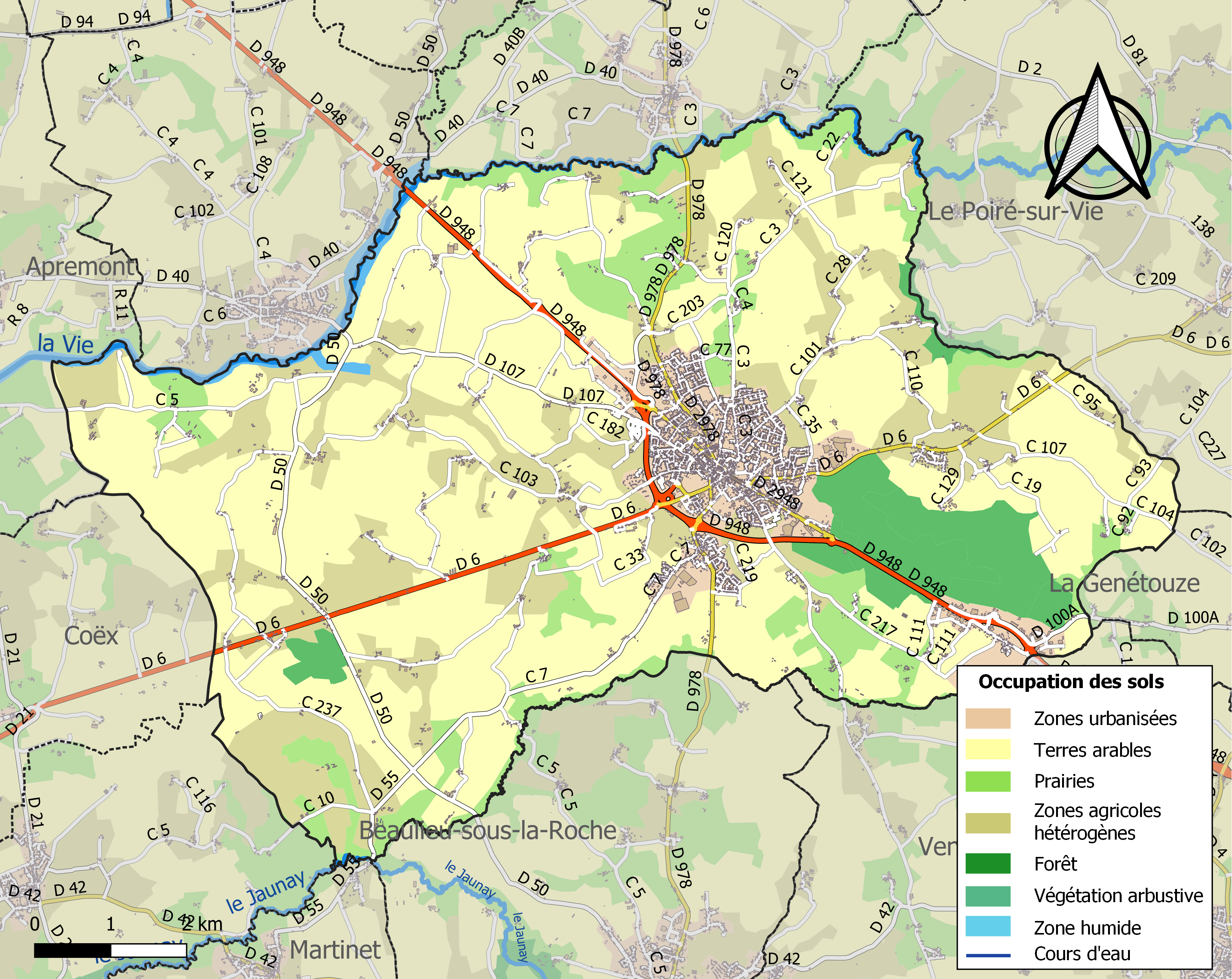

## Demografie
Onderstaande figuur toont het verloop van het inwonertal (bron: INSEE-tellingen).

## Geboren
- Fabien Grellier (31 oktober 1994), wielrenner